# ناترس
ناترس (به آلمانی: Natters) یک منطقهٔ مسکونی در اتریش است که در اینسبروک لند واقع شده‌است. ناترس ۷٫۳۳ کیلومتر مربع مساحت دارد ۷۸۳ متر بالاتر از سطح دریا واقع شده‌است.